# Deutsche Nordische Skimeisterschaften 1960

Logo des Deutschen Skiverbands

Die Deutschen Nordischen Skimeisterschaften 1960 wurden vom 28. bis zum 31. Januar 1960 in Neustadt im Schwarzwald ausgetragen.
Die Sprungläufe wurden auf der Hochfirstschanze abgehalten. Das Herzogenhorn war Start- und Zielort der Staffel-Loipe, während die Einzelwettkämpfe der Skilangläufer auf dem Feldberg stattfanden. Es wurde kein 50-km-Dauerlauf veranstaltet.

## Skilanglauf

### Frauen

#### 10 km
| Platz | Name             | Ort       | Zeit (h) |
| ----- | ---------------- | --------- | -------- |
| 1     | Rita Czech-Blasl | Freiburg  | 0:44:31  |
| 2     | Steffi Köhrer    | Degenfeld | 0:45:30  |
| 3     | Heide Schlegl    | Urach     | 0:46:00  |

Datum: Donnerstag, 28. Januar 1960

Rita Czech-Blasl konnte ihren Meistertitel verteidigen und wurde somit zum fünften Mal hintereinander Deutsche Meisterin.

#### Verbandsstaffel
| Platz | Namen                                        | Verband                   | Zeit (h) |
| ----- | -------------------------------------------- | ------------------------- | -------- |
| 01    | Steffi Köhrer Margit Scherer Hilda Hermle    | SSV I (Schwaben)          | 1:05:51  |
| 02    | Lisbeth Duffner Monika Weiß Rita Czech-Blasl | SVS (Schwarzwald)         | 1:06:52  |
| 03    | Siegrid Rupp Friedegund Gaiser Heidi Schlegl | SSV II (Schwaben)         | 1:08.51  |
| 04    |                                              | BSV (Bayern)              | 1:10.30  |
| 05    |                                              | WSV (Nordrhein-Westfalen) | 1:12.19  |

Datum: Sonntag, 31. Januar 1960

Der Schwäbische Skiverband konnte seinen Titel verteidigen.

### Männer

#### 15 km
| Platz | Name            | Ort            | Zeit (h) |
| ----- | --------------- | -------------- | -------- |
| 01    | Helmut Hagg     | Immenstadt     | 0:45:29  |
| 02    | Sepp Maier      | St. Peter      | 0:46:20  |
| 03    | Rudi Maier      | St. Peter      | 0:46:25  |
| 04    | Rudolf Kopp     | Reit im Winkl  | 0:46:28  |
| 05    | Helmut Eschle   | Schönwald      | 0:46:56  |
| 06    | Sepp Achatz     | Zwiesel        | 0:46:59  |
|       | Karl Lindner    | Willingen      | 0:46:59  |
| 08    | Toni Haug       | Unterjoch      | 0:47:00  |
| 09    | Josef Schiffner | Frankfurt/Main | 0:47:02  |
| 10    | Edi Lengg       | Reit im Winkl  | 0:47:07  |

Datum: Samstag, 30. Januar 1960

Weitere Platzierungen:

11. Platz: Siegfried Weiß (0:47:25 h)

12. Platz: Siegfried Hug (0:47:26 h)

Helmut Hagg, der noch wenige Tage zuvor mit einer Erkältung zu kämpfen hatte, gewann den 15-km-Langlauf überlegen. Hinter ihm rückte das Feld eng zusammen.

#### 30 km
| Platz | Name           | Ort          | Zeit (h) |
| ----- | -------------- | ------------ | -------- |
| 01    | Sepp Maier     | St. Peter    | 1:45:55  |
| 02    | Siegfried Hug  | Hinterzarten | 1:46:53  |
| 03    | August Hitz    | Hinterzarten | 1:47:38  |
| 04    | Siegfried Weiß | Furtwangen   | 1:47:54  |
| 05    | Rudolf Maier   | St. Peter    | 1:48:18  |
| 06    | Helmut Eschle  | Schönwald    | 1:48:41  |
| 07    | Rudi Fuchs     | Braunlage    | 1:49:11  |
| 08    | Siegfried Hitz | Hinterzarten | 1:49:17  |
| 09    | Sepp Achatz    | Zwiesel      | 1:49:44  |
| 10    | Helmut Hagg    | Immenstadt   | 1:51:14  |

Datum: Donnerstag, 28. Januar 1960

Der 30-km-Langlauf war der erste Wettbewerb der Meisterschaften. Dabei gab es einen überlegenen Triumph der Schwarzwälder Skilangläufer auf dem Feldberg.

#### Verbandsstaffel
| Platz | Namen                                                | Verband              | Zeit (h) |
| ----- | ---------------------------------------------------- | -------------------- | -------- |
| 01    | Sepp Maier Rudolf Maier Siegfried Weiß Siegfried Hug | SVS (Schwarzwald)    | 2:08:46  |
| 02    | Toni Haug Sepp Achatz Rudolf Kopp Helmut Hagg        | BSV (Bayern)         | 2:09:10  |
| 03    | August Hitz Kohler Siegfried Hitz Helmut Eschle      | SVS II (Schwarzwald) | 2:11:14  |
| 04    | Klapproth Karl Kamphenkel Rudi Fuchs Helmut Gerlach  | SVH (Niedersachsen)  | 2:11:44  |
| 05    | Eduard Lengg Bernhard Drexl Schertel Bilderl         | BSV II (Bayern)      | 2:12:01  |

Datum: Sonntag, 31. Januar 1960

Der Vertretung des Skiverbandes Schwarzwald gelang mit 24 Sekunden Vorsprung auf die Delegation des Bayerischen Skiverbandes eine erfolgreiche Titelverteidigung beim 4 × 10-km-Staffellauf. So lief der Startläufer Sepp Maier mit einer Zeit von 31:24 Minuten bereits die schnellste Streckenzeit und zudem bedeutend schneller als sein bayerischer Herausforderer Toni Haug (32:19 min). Zwar war der Bayer Sepp Achatz (32:02 min) in der zweiten Runde fünf Sekunden schneller als der Schwarzwälder Rudolf Maier, doch vergrößerte der dritte Läufer Siegfried Weiß (32:10 min) den Vorsprung gegenüber Rudolf Kopp (32:24 min) erneut, der seinen 34. Geburtstag feierte. Auf der Schlussrunde holte Helmut Hagg (32:23 min) zwar 32 Sekunden auf Siegfried Hug (32:55 min) auf, doch reichte der Vorsprung aus der Startrunde für den Schwarzwald aus. Der Skiverband Harz verpasste um 30 Sekunden das Podest.

## Nordische Kombination
| Platz | Name               | Ort            | Sprungpunkte | Laufpunkte | Gesamt |
| ----- | ------------------ | -------------- | ------------ | ---------- | ------ |
| 01    | Georg Thoma        | Hinterzarten   | 224,0        | 229,3      | 453,3  |
| 02    | Eberhard Plenk     | Ruhpolding     | 218,0        | 231,7      | 449,7  |
| 03    | Edi Lengg          | Reit im Winkl  | 208,9        | 239,6      | 448,5  |
| 04    | Helmut Böck        | Frankfurt/Main | 211,6        | 233,1      | 444,7  |
| 05    | Josef Schiffner    | Frankfurt/Main | 203,0        | 239,8      | 442,8  |
| 06    | Axel Zerlaut       | Isny           |              |            | 428,5  |
| 07    | Bernd Drexl        | Bayrischzell   |              |            | 425,2  |
| 08    | Zeller             | Ruhpolding     |              |            | 416,9  |
| 09    | Arthur Bodenmüller | Isny           |              |            | 400,8  |
| 10    | Scherpel           | Warmensteinach |              |            | 396,6  |

Datum: Freitag, 29. und Samstag, 30. Januar 1960

Die Meisterschaften der Nordischen Kombination wurden auf zwei Tage aufgeteilt, sodass der Sprunglauf am Freitag und der Langlauf am Samstag abgehalten wurden. Zunächst wurden drei Sprungdurchgänge durchgeführt, jedoch kamen nur die besten zwei Sprünge in die Wertung. Der 22 Jahre alte Titelverteidiger Georg Thoma aus Hinterzarten profitierte von dieser Regel, da er im dritten Sprung stürzte. Mit seinen zuvor bereits gestandenen Sprüngen auf 86 und 82 Meter legte Thoma bereits im Springen den Grundstein für seinen Meistertitel und ging als Führender in den Langlauf. Nach einer Laufdistanz von 15 Kilometer gewann er schließlich überlegen seinen dritten Meistertitel in Folge vor dem Ruhpoldinger Eberhard Plenk und Edi Lengg aus Reit im Winkl. Die beste Laufzeit konnte allerdings Karl Lindner aus Willingen aufweisen, der die Strecke nach 46:59 Minuten absolviert hatte und damit zwei Minuten schneller war als Thoma.

## Skispringen
| Platz | Name             | Ort           | Weite 1 | Weite 2 | Punkte |
| ----- | ---------------- | ------------- | ------- | ------- | ------ |
| 01    | Georg Thoma      | Hinterzarten  | 83,0 m  | 90,0 m  | 227,8  |
| 02    | Max Bolkart      | Oberstdorf    | 79,0 m  | 91,5 m  | 225,5  |
| 03    | Helmut Kurz      | Partenkirchen | 79,0 m  | 89,0 m  | 222,5  |
| 04    | Hubert Witting   | Partenkirchen | 76,0 m  | 86,0 m  | 213,6  |
| 05    | Hermann Anwander | Oberstdorf    | 71,0 m  | 88,0 m  | 207,2  |
|       | Heinrich Zapf    | Bischofsgrün  | 75,0 m  | 85,5 m  | 207,2  |
| 07    | Axel Zerlaut     | Isny          | 72,0 m  | 87,0 m  | 205,9  |
| 08    | Helmut Bleier    | Bischofsgrün  | 72,0 m  | 85,0 m  | 201,3  |
| 09    | Alois Haberstock | Hindelang     | 74,0 m  | 84,0 m  | 201,0  |
| 10    | Wolfgang Happle  | Neustadt      | 71,0 m  | 83,0 m  | 198,7  |

Datum: Sonntag, 31. Januar 1960

Georg Thoma konnte auch die Skisprung-Meisterschaft für sich entscheiden, obwohl der Favorit und amtierende Vierschanzentournee-Sieger Max Bolkart mit seinem zweiten Sprung auf 91 Meter sogar einen neuen Schanzenrekord aufstellte. Der Spezialsprunglauf wurde vor einer Zuschauerkulisse von 20.000 Menschen bei hervorragendem Wetter ausgetragen. Aufgrund des warmen Wetters war bereits im Vorfeld der Meisterschaften Schnee vom Feldberg herbei gefahren worden.

## Zeitungsartikel
- Schwarzwälder triumphierten im 30-km-Langlauf, Passauer Neue Presse, Ausgabe Nr. 23 vom 29. Januar 1960.
- Nordische Skimeisterschaften, Passauer Neue Presse, Ausgabe Nr. 24 vom 30. und 31. Januar 1960.
- Dritter Goldener Ski für Georg Thoma, Passauer Neue Presse, Ausgabe Nr. 25 vom 1. Februar 1960, S. 8.
- Georg Thoma auch Meister im Spezialsprunglauf, Passauer Neue Presse, Ausgabe Nr. 25 vom 1. Februar 1960, S. 8.
- Schwarzwald wieder Staffelsieger, Passauer Neue Presse, Ausgabe Nr. 25 vom 1. Februar 1960, S. 8.